# 1646 Rosseland
Rosseland (asteróide 1646) é um asteróide da cintura principal, a 2,0777561 UA. Possui uma excentricidade de 0,1195776 e um período orbital de 1 324,17 dias (3,63 anos).
Rosseland tem uma velocidade orbital média de 19,38835651 km/s e uma inclinação de 8,38484º.
Esse asteróide foi descoberto em 19 de Janeiro de 1939 por Yrjö Väisälä.